# ارین هوچین
ارین سوزان هوچین (‎/ˈhaʊtʃɪn/‎ HOW-chin؛ ۲۴ سپتامبر ۱۹۷۶) یک سیاستمدار آمریکایی است که از سال ۲۰۲۳ به عنوان نمایندهٔ ایالات متحده در حوزه انتخابیه نهم ایندیانا  خدمت می‌کند. او یکی از اعضای حزب جمهوری‌خواه است و از سال ۲۰۱۴ تا ۲۰۲۲ نمایندهٔ منطقهٔ ۴۷ در سنای ایندیانا بود.
هوچین بومی سیلم، ایندیانا است. او لیسانس خود را در رشتهٔ روان‌شناسی از دانشگاه ایندیانا بلومینگتون و کارشناسی ارشد مدیریت سیاسی خود را از دانشگاه جرج واشینگتن اخذ کرده است.